# バーレーングランプリ
バーレーングランプリ（バーレーンGP, 英: Bahrain Grand Prix, 阿: جائزة البحرين الكبرى）は、バーレーン王国南部のサヒールにあるバーレーン・インターナショナル・サーキットで行われているF1世界選手権のレースの1つ。
2020年に同サーキットで開催されたサヒールグランプリ（英: Sakhir Grand Prix）についても本項目で記述する。

## 歴史

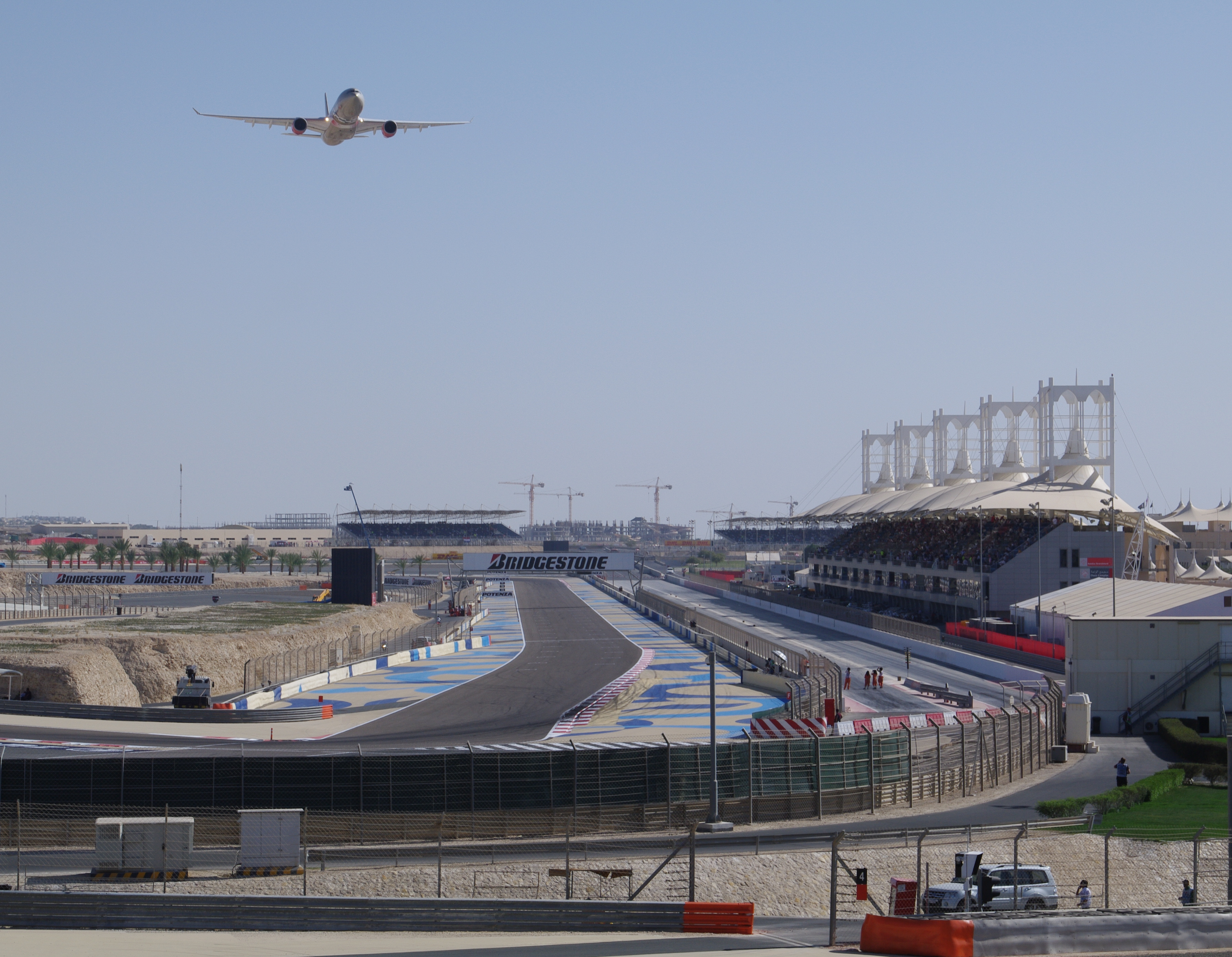
バーレーン・インターナショナル・サーキット

中東地域における初のF1開催として、2004年よりシーズンカレンダーに加わった。当初は、シーズン終盤の時期に開催される予定だったが、イスラム教の断食月ラマダーンと重なることを避けるため、シーズン序盤開催となった。そのため、2003年まで3月後半から4月初めに開催されることの多かったブラジルGPがシーズン終盤開催に変更となった。イスラム教では飲酒が禁じられているため、表彰式の後のシャンパンファイトではシャンパンではなく、ノンアルコールのローズウォーターが用いられた。
2006年は、過去10年連続で開幕戦として開催されてきたオーストラリアGPが、2006年コモンウェルスゲームズ（英連邦大会）開催の関係で4月に移動したことから、バーレーンGPが開幕戦となった。
2010年は耐久コースを使用したため、1周の長さが従来の5,411mから6,299mとなり、この年のF1が開催されたサーキットの中ではスパ・フランコルシャンに次ぎ2番目に長いサーキットとなった。しかし、耐久コースでのレースはこの年限りで、翌2011年からは元のレイアウトに戻されることになった。また、同年には再び開幕戦となった。
2011年も開幕戦として3月11～13日に予定されていたが、同国の反政府デモによる混乱（2011年バーレーン騒乱）のため安全が確保できないと判断され中止となった。後に10月30日への延期が発表されたが、開催決定に大きな批判が集まり、FOTAはFIAに対して正式に反対の意思を表明、6月9日に開催を断念する旨の声明を発表した。
2012年は抗議活動が続く中で、サーキット周辺や連絡道路に警備体制を敷いて開催された。大きな混乱も無く終了したが、フォース・インディアのチームスタッフを乗せたバスが移動中に火炎瓶の炎上現場に遭遇した。
2014年からナイトレース(2021年から決勝スタートは現地時間18時)で行われている。
2020年は新型コロナウイルス感染症の世界的流行により、F1史上初の無観客レースとなることが発表されたが、前週に行われる予定だったオーストラリアGPの開催中止を受ける形で延期され、8月25日の追加日程発表にて2週連続での開催が決まり、1戦目は「バーレーングランプリ」として通常のグランプリトラックで、2戦目は開催地に因み「サヒールグランプリ」として開催された。
2024年はサウジアラビアGPとの開幕2連戦となるが、ラマダーンが翌週の日曜日（3月10日）の夕方から始まるため、その週末に開催されるサウジアラビアGPとともに土曜日が決勝となる。

## 批判
以前から、バーレーンでは「F1開催はシェイク・サルマン・ビン・ハマド・アール・ハリーファ皇太子の個人的趣味」「（バーレーン王家の）ハリーファ家の権力を誇示する手段に過ぎない」として、バーレーン国民の多数を占めるイスラム教シーア派の一部からは「F1開催そのものを行うべきではない」との批判があった。2011年の騒動においても、F1開催中止問題が浮上した途端にサルマン皇太子が民衆への対話を呼びかけ始めたことから、民衆側からは「皇太子にとっては国民が血を流している惨事より、F1の方が大事なのだろう」「国民の要求よりも自身の夢のほうが大切だなんて、本当に悲しくなってくる」などとして、F1開催の方法を模索するバーレーン政府サイドの動きに対する不満が続出している。

## 過去のレース結果
| 年    | 決勝日                         | ラウンド                       | サーキット                     | 勝者                           | コンストラクター               | 結果 |
| ----- | ------------------------------ | ------------------------------ | ------------------------------ | ------------------------------ | ------------------------------ | ---- |
| 2004  | 04月04日                       | 3                              | サヒール（グランプリトラック） | ミハエル・シューマッハ         | フェラーリ                     | 詳細 |
| 2005  | 04月03日                       | 3                              | サヒール（グランプリトラック） | フェルナンド・アロンソ         | ルノー                         | 詳細 |
| 2006  | 03月12日                       | 1                              | サヒール（グランプリトラック） | フェルナンド・アロンソ         | ルノー                         | 詳細 |
| 2007  | 04月15日                       | 3                              | サヒール（グランプリトラック） | フェリペ・マッサ               | フェラーリ                     | 詳細 |
| 2008  | 04月06日                       | 3                              | サヒール（グランプリトラック） | フェリペ・マッサ               | フェラーリ                     | 詳細 |
| 2009  | 04月26日                       | 4                              | サヒール（グランプリトラック） | ジェンソン・バトン             | ブラウン-メルセデス            | 詳細 |
| 2010  | 03月14日                       | 1                              | サヒール（耐久トラック）       | フェルナンド・アロンソ         | フェラーリ                     | 詳細 |
| 2011  | バーレーン騒乱の影響により中止 | バーレーン騒乱の影響により中止 | バーレーン騒乱の影響により中止 | バーレーン騒乱の影響により中止 | バーレーン騒乱の影響により中止 | 詳細 |
| 2012  | 04月22日                       | 4                              | サヒール（グランプリトラック） | セバスチャン・ベッテル         | レッドブル-ルノー              | 詳細 |
| 2013  | 04月21日                       | 4                              | サヒール（グランプリトラック） | セバスチャン・ベッテル         | レッドブル-ルノー              | 詳細 |
| 2014  | 04月06日                       | 3                              | サヒール（グランプリトラック） | ルイス・ハミルトン             | メルセデス                     | 詳細 |
| 2015  | 04月19日                       | 4                              | サヒール（グランプリトラック） | ルイス・ハミルトン             | メルセデス                     | 詳細 |
| 2016  | 04月03日                       | 2                              | サヒール（グランプリトラック） | ニコ・ロズベルグ               | メルセデス                     | 詳細 |
| 2017  | 04月16日                       | 3                              | サヒール（グランプリトラック） | セバスチャン・ベッテル         | フェラーリ                     | 詳細 |
| 2018  | 04月08日                       | 2                              | サヒール（グランプリトラック） | セバスチャン・ベッテル         | フェラーリ                     | 詳細 |
| 2019  | 03月31日                       | 2                              | サヒール（グランプリトラック） | ルイス・ハミルトン             | メルセデス                     | 詳細 |
| 2020  | 11月29日                       | 15                             | サヒール（グランプリトラック） | ルイス・ハミルトン             | メルセデス                     | 詳細 |
| 2021  | 03月28日                       | 1                              | サヒール（グランプリトラック） | ルイス・ハミルトン             | メルセデス                     | 詳細 |
| 2022  | 03月20日                       | 1                              | サヒール（グランプリトラック） | シャルル・ルクレール           | フェラーリ                     | 詳細 |
| 2023  | 03月05日                       | 1                              | サヒール（グランプリトラック） | マックス・フェルスタッペン     | レッドブル-ホンダ・RBPT        | 詳細 |
| 2024  | 03月02日                       | 1                              | サヒール（グランプリトラック） | マックス・フェルスタッペン     | レッドブル-ホンダ・RBPT        | 詳細 |
| 2025  | 04月13日                       | 4                              | サヒール（グランプリトラック） | オスカー・ピアストリ           | マクラーレン-メルセデス        | 詳細 |
| 出典: |                                |                                |                                |                                |                                |      |

### 開催サーキット

サヒール（グランプリトラック）(2004-2009, 2012-)
サヒール（耐久トラック）(2010)

## 優勝回数
いずれも複数回勝利を挙げた者のみ対象とする。

### ドライバー
| 回数  | ドライバー                 | 優勝年                       |
| ----- | -------------------------- | ---------------------------- |
| 5     | ルイス・ハミルトン         | 2014, 2015, 2019, 2020, 2021 |
| 4     | セバスチャン・ベッテル     | 2012, 2013, 2017, 2018       |
| 3     | フェルナンド・アロンソ     | 2005, 2006, 2010             |
| 2     | フェリペ・マッサ           | 2007, 2008                   |
| 2     | マックス・フェルスタッペン | 2023, 2024                   |
| 出典: |                            |                              |

- 太字は2025年のF1世界選手権に参戦中のドライバー。

### コンストラクター
| 回数  | コンストラクター | 優勝年                                   |
| ----- | ---------------- | ---------------------------------------- |
| 7     | フェラーリ       | 2004, 2007, 2008, 2010, 2017, 2018, 2022 |
| 6     | メルセデス       | 2014, 2015, 2016, 2019, 2020, 2021       |
| 4     | レッドブル       | 2012, 2013, 2023, 2024                   |
| 2     | ルノー           | 2005, 2006                               |
| 出典: |                  |                                          |

- 太字は2025年のF1世界選手権に参戦中のコンストラクター。

### エンジン
| 回数  | メーカー     | 優勝年                                         |
| ----- | ------------ | ---------------------------------------------- |
| 8     | メルセデス   | 2009, 2014, 2015, 2016, 2019, 2020, 2021, 2025 |
| 7     | フェラーリ   | 2004, 2007, 2008, 2010, 2017, 2018, 2022       |
| 4     | ルノー       | 2005, 2006, 2012, 2013                         |
| 2     | ホンダ・RBPT | 2023, 2024                                     |
| 出典: |              |                                                |

- 太字は2025年のF1世界選手権に参戦中のメーカー。

1. ↑  ホンダ・レーシング(HRC)が製造。

## サヒールグランプリ
2020年にバーレーングランプリと2週連続で開催。バーレーンGPと同様にバーレーン・インターナショナル・サーキットで行われたが、F1では初めてとなる「アウタートラック」を用い、バーレーンGPより遅い完全なナイトレースとして開催された。

### サヒールGPの結果
| 年   | 決勝日  | ラウンド | サーキット                   | 勝者             | コンストラクター                   | 結果 |
| ---- | ------- | -------- | ---------------------------- | ---------------- | ---------------------------------- | ---- |
| 2020 | 12月6日 | 16       | サヒール（アウタートラック） | セルジオ・ペレス | レーシング・ポイント-BWTメルセデス | 詳細 |